# Leipzig-Connewitz
Leipzig-Connewitz est un quartier au sud de Leipzig en Allemagne.
Faisant partie de Leipzig depuis 1891, date de son incorporation dans la commune lipsienne, Connewitz est connu pour sa vie nocturne, notamment sur le Connewitzer Kreuz, grand carrefour en Y où aboutissent la Karl-Liebknecht-Straße, la Wolfgang-Heinze Straße et la Bornaische Straße. Autour du carrefour ainsi que le long de ces trois rues se trouvent des bars-restaurants, des volxküchen, des commerces et des clubs comme Conne Island. Connewitz, avec une altitude moyenne de 122 m, est également le quartier le plus sylvestre de la Leipzig, comprenant une bonne partie de la forêt alluviale de Leipzig (Leipziger Auenwald). À l'est du quartier se trouvent également des sites touristiques, comme le panomètre de Leipzig.

## Nom
Le nom de Connewitz tire son origine de la vieille langue sorabe: *Końovica ou *Końovici = "lieu des chevaux", "lieu où paissent les chevaux".

## Géographie
| Leipzig-Schleußig      | Leipzig-Südvorstadt | Leipzig-Zentrum-Südost             |
| Leipzig-Kleinzschocher | Leipzig-Connewitz   | Leipzig-Marienbrunn Leipzig-Lößnig |
| Leipzig-Großzschocher  | Markkleeberg        | Leipzig-Dölitz-Dösen               |

Connewitz se trouve à environ trois kilomètres au sud du centre-ville de Leipzig. Son territoire comprend des zones de forêt alluviale et d'anciens champs à l'est et jusqu'à dix mètres plus haut. Seul celui-ci est construit.
Les limites du quartier au nord sont la Schleußiger Weg, la Wundtstrasse et la Richard-Lehmann-Strasse. La frontière est et sud-est est la ligne ferroviaire Bayerischer Bahnhof-Markkleeberg. Au sud, la zone bâtie de Markkleeberg constitue la frontière. Cependant, il reste encore quelques petites rues au lieu-dit Wolfswinkel, dans un endroit isolé de Connewitz. À l'ouest, suivre la ligne ferroviaire Plagwitz-Markkleeberg ainsi que la digue ouest et la rive ouest du Elsterflutbett (La dérivation inférieure de l'Elster, voir aussi: Réseau fluvial de Leipzig).

## Démographie
Le quartier comptait 19 451 habitants le 31 mars 2022 selon le registre des déclarations domiciliaires, c'est-à-dire 2 632 hab./km2.
L'accroissement de population
| Année | Population |
| ----- | ---------- |
| 1818  | 00380      |
| 1834  | 00931      |
| 1844  | 01,550     |
| 1875  | 05,653     |
| 1890  | 10,596     |

| Année | Population |
| ----- | ---------- |
| 1900  | 15,030     |
| 1910  | 24,257     |
| 1925  | 28,600     |
| 1981  | 19,703     |
| 1992  | 13,981     |

| Année | Population |
| ----- | ---------- |
| 2000  | 13,819     |
| 2005  | 15,554     |
| 2010  | 17,010     |
| 2015  | 18,487     |
| 2020  | 19,337     |
| 2023  | 19,798     |

## Politique
Connewitz est connu pour son orientation clairement à gauche. Dans les différentes élections en 2009, les deux formations majoritaires étaient die Linke et die Grünen.
Résultats électoraux à Connewitz (en %)
| Élections                       | Votants | CDU  | Linke | SPD  | FDP | Grüne | NPD | autres |
| Municipales.......07/06/2009    | 47,5    | 16,3 | 24,5  | 19,6 | 6,0 | 28,5  | 1,1 | 4,0    |
| Européennes..........07/06/2009 | 48,2    | 18,4 | 21,7  | 15,0 | 6,2 | 24,5  |     | 14,1   |
| Landtag.......30/08/2009        | 54,9    | 23,4 | 22,9  | 13,7 | 6,0 | 22,5  | 1,7 | 9,8    |
| Fédérales...27/09/2009          | 70,9    | 21,8 | 27,5  | 17,2 | 8,4 | 22,5  | 1,3 | 1,3    |
| Fédérales...2021                | 82,3    | 8,7  | 28,5  | 16,8 | 5,4 | 26,1  |     | 14,5   |

## Sites et culture

### Sites
Croix de Connewitz
Colonne de pierre avec représentation d'une croix à l'extrémité sud de la Karl-Liebknecht-Straße, construite en 1536 comme symbole d'appartenance à Leipzig. Cet exemplaire se trouve à cet endroit depuis 1994. L'original se trouve au Stadtgeschichtliches Museum (Musée d'histoire de la ville de Leipzig dans l'Ancien hôtel de ville de Leipzig).
Panomètre
Le terme "Panomètre" est un combination de « Pano »rama et Gaso « mètre ». Le Panomètre est sur Richard-Lehmann-Straße. L'artiste Yadegar Asisi a combiné l'ancienne technique des images panoramiques dans un bâtiment de gazomètre abandonné de l'entreprise d'utilité publique de Leipzig (Stadtwerke Leipzig) avec les possibilités techniques d'aujourd'hui. Le Panomètre de Leipzig présente les plus grandes images panoramiques du monde sur une surface d'environ 100 x 30 mètres, chacune étant liée à des expositions thématiques, par example sur l'Everest (2003-2005), une représentation de Rome en l'an 312 (2005-2009) et une vue de la forêt tropicale brésilienne (« Amazonie », 2009-2013) ou le Bataille de Leipzig.
Église Paul Gerhardt
L'église Paul Gerhardt près de la croix de Connewitz est l'une des deux églises de la paroisse évangélique luthérienne de Leipzig-Connewitz-Lößnig. Le bâtiment en Style néo-Renaissance de l'architecte Julius Zeißig datant de 1900 possède une tour de 60 mètres de haut sur son côté d'entrée est. L'intérieur, qui peut accueillir au total 650 visiteurs, est surmonté d'une voûte en berceau en bois ornée de peintures ornementales. Dans les images des vitraux de l'église réalisées en 1954, il est fait référence à une chanson du poète de l'hymne Paul Gerhardt, dont l'église porte le nom depuis 1934.
Église Saint-Boniface
L'église Saint-Boniface, située à l'extrémité sud de la Biedermannstrasse, est considérée comme l'un des édifices religieux catholiques les plus importants d'Allemagne entre les deux guerres mondiales. Le bâtiment de l'architecte Theo Burlage est une église ronde de style Art déco avec une coupole plate et dorée et un important intérieur expressionniste tardif (figures en terre cuite).
Wildpark Leipzig
Dans le Wildpark, c'est le parc animalier de Leipzig, dans la partie sud du Connewitz Auenwald, environ 40 espèces d'animaux originaires d'Europe centrale peuvent être observées dans des enclos naturels sur une superficie de 42 hectares avec entrée gratuite.

### Culture
Le Werk 2 (usine II) apporte une contribution significative au travail culturel à Connewitz. Il s'agit d'un centre socioculturel situé sur le site de l'ancienne usine II du VEB Werkstoffprüfungmaschinen Leipzig, directement au Connewitzer Kreuz. Il propose des cours et une vie de club (par exemple céramique, soufflage de verre, impression graphique, club informatique senior), abrite des ateliers d'artistes et des bureaux de groupes et associations culturels. Une large gamme d'événements est proposée dans une salle de 1 000 mètres carrés, allant des discothèques aux concerts de groupes de renommée internationale, avec une zone de chalandise s'étendant à travers toute la ville.
Werk 2 abrite également le Cammerspiele Leipzig Off-théâtre. Le Cammerspiele est le plus petit théâtre de la ville. L'action sur la scène Cammer est presque à portée de main. Les pièces sont développées et interprétées par des metteurs en scène et des acteurs expérimentés de la scène indépendante de Leipzig. Le Cammerspiele apparaissent également dans d'autres lieux.
Outre le Werk 2, l' UT Connewitz s'est imposé ces dernières années comme un lieu événementiel destiné à un public de scènes alternatives avec des concerts, des projections de cinéma et bien plus encore. Le bâtiment, situé dans une cour avec accès direct à la rue, est le plus ancien cinéma de Leipzig (1912). Il est géré par l'association UT Connewitz e.V. depuis 2001, qui l'a sauvé de la pourriture.
Les pubs et clubs branchés, comme le Conne Island, le Waldfrieden Connewitz et Ilses Erika et la Maison de la Démocratie, s'adressent également à un public essentiellement alternatif avec une gamme d'événements diversifiée.

## Galerie

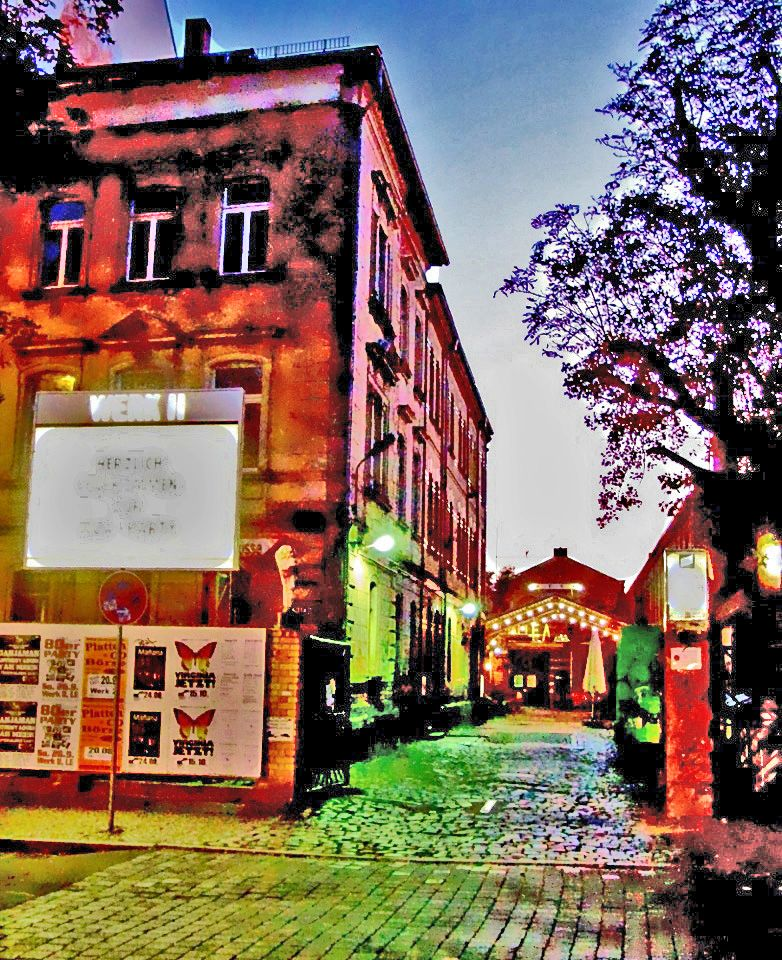
Le Werk 2 sur le Connewitzer Kreuz
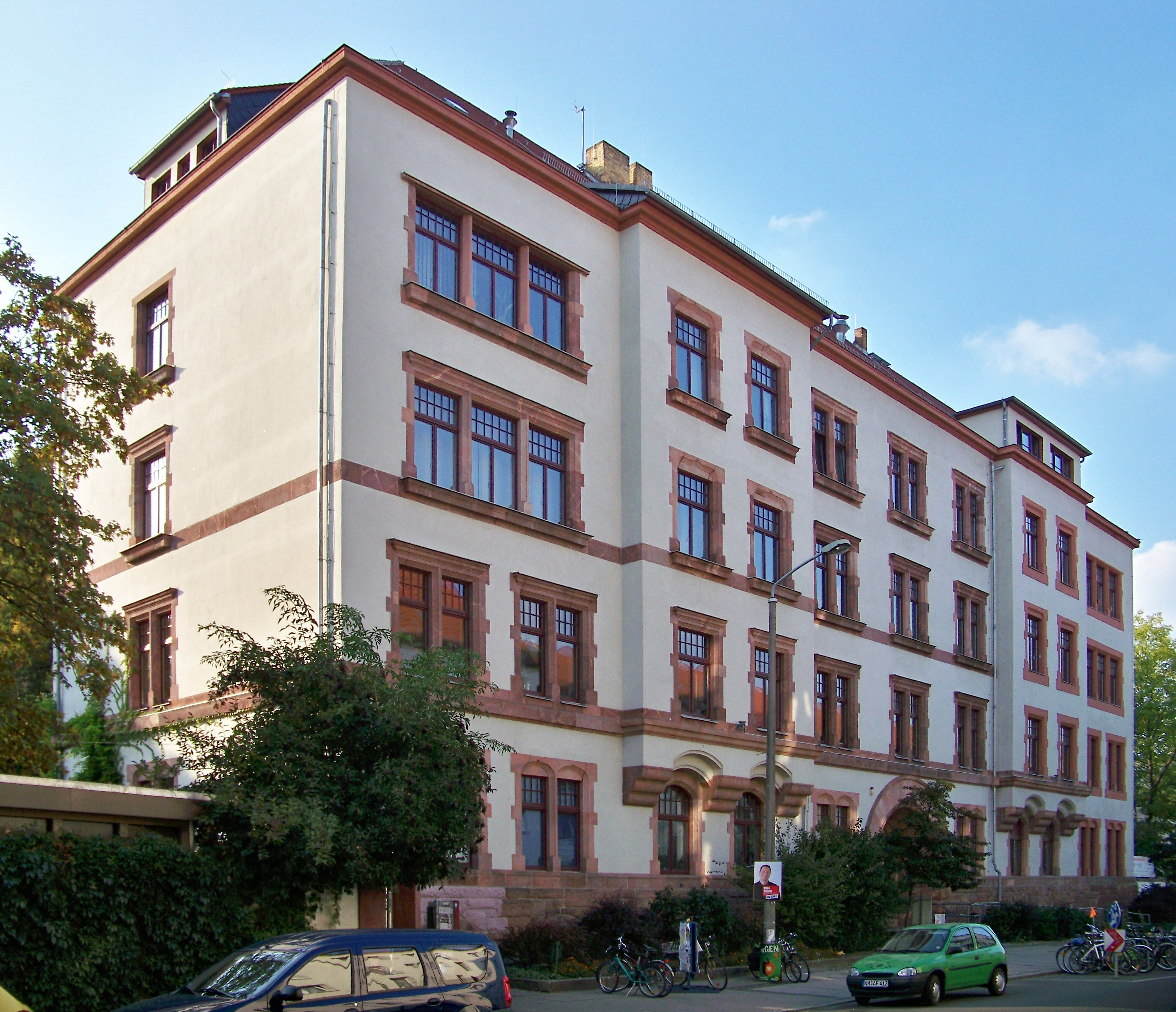
Haus der Demokratie sur la rue Bernhard-Göring
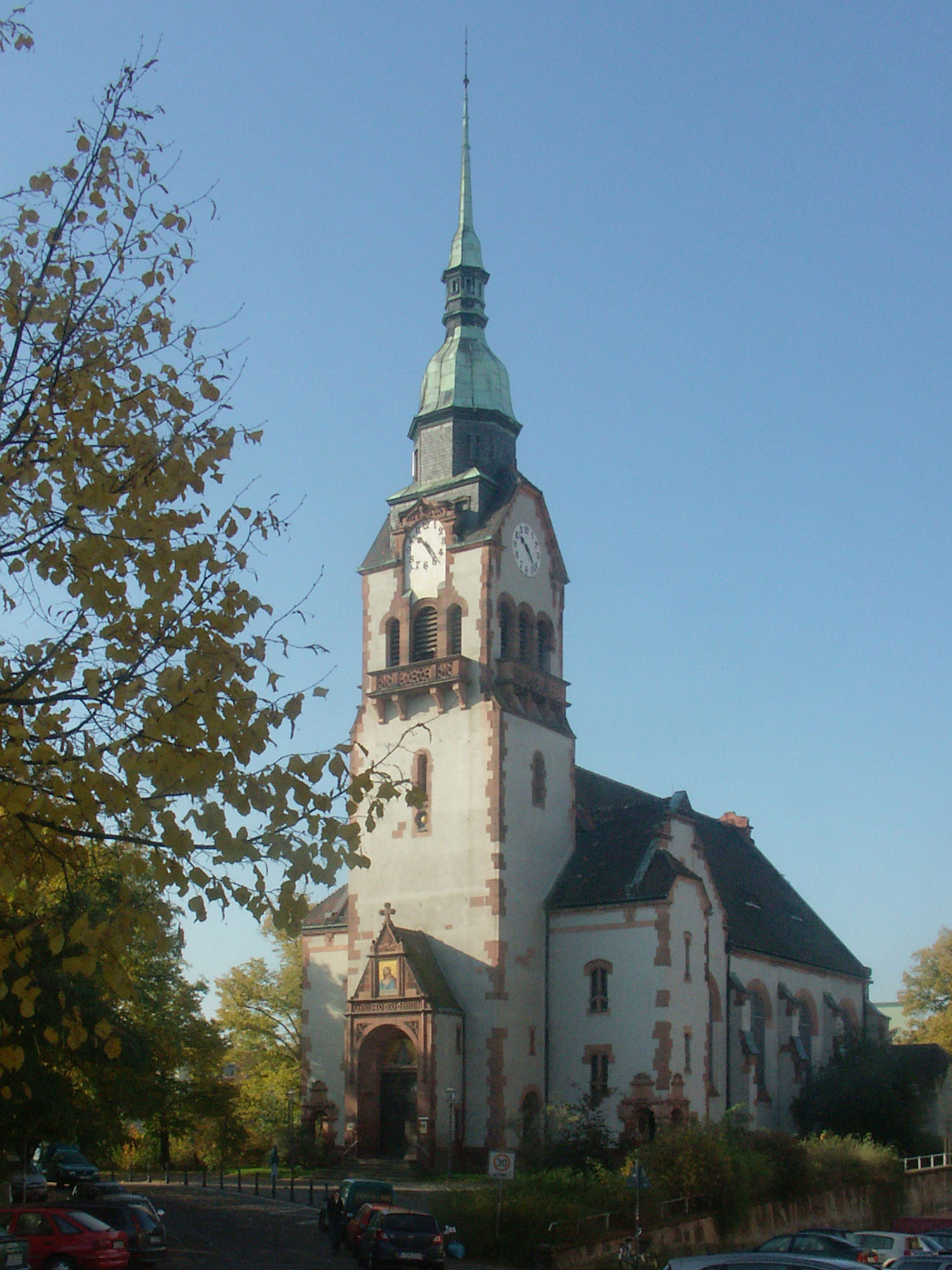
L'église Paul-Gerhard
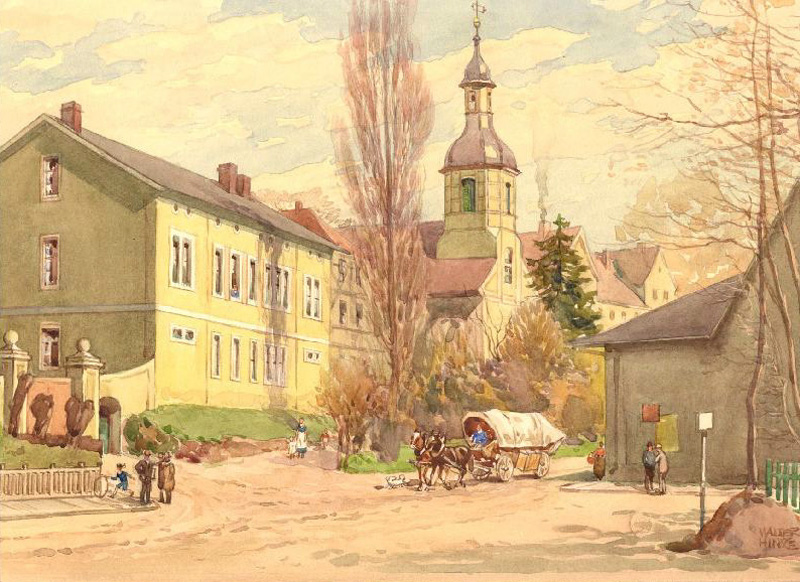
La rue Prinz-Eugen, aquarelle de Walter Hinze en 1901
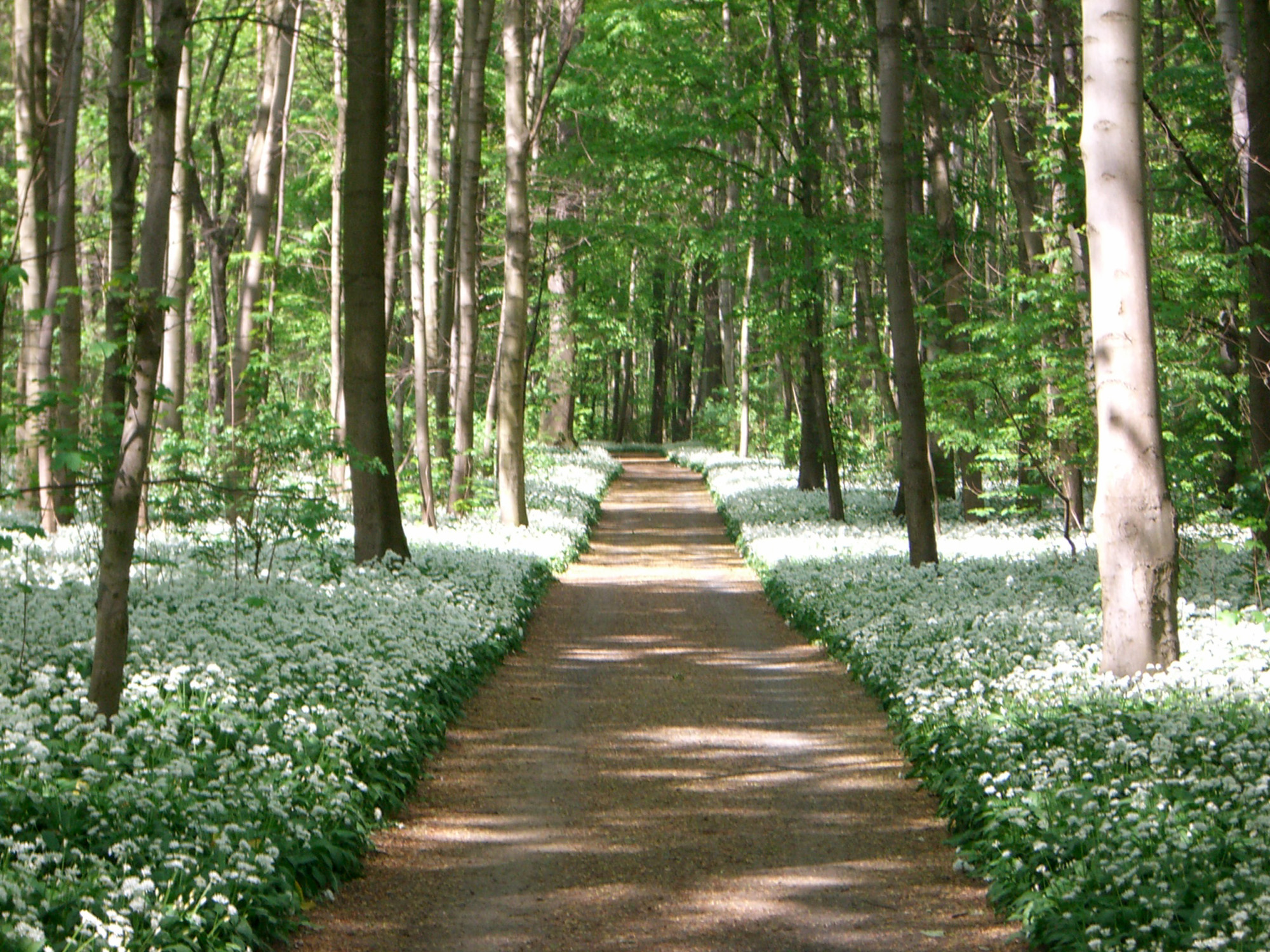
Ail des ours en forêt alluviale
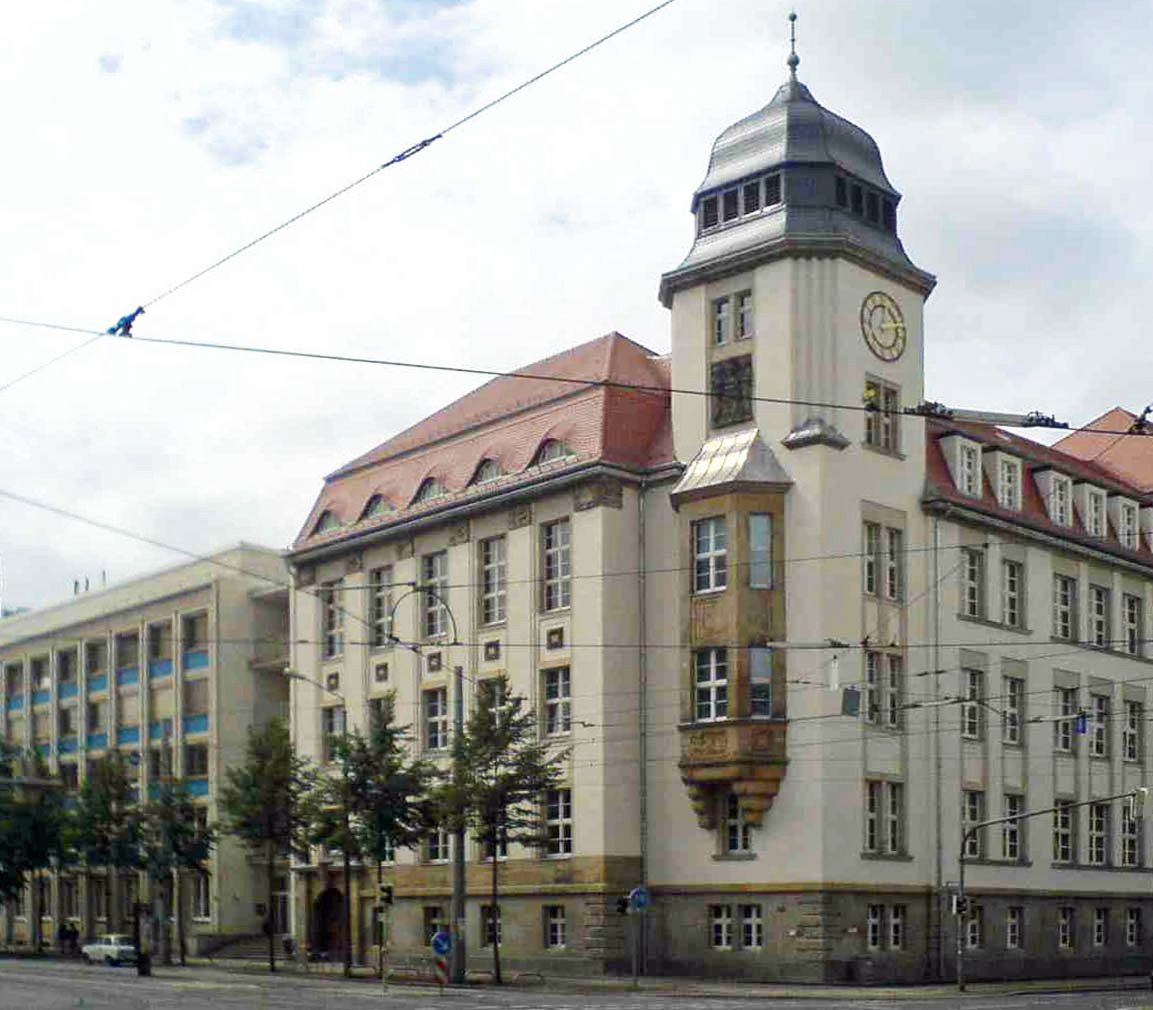
Hochschule für Technik, Wirtschaft und Kultur Leipzig (Université des sciences appliquées) sur la rue Karl-Liebknecht

## Trafic
Au Moyen Âge, la route commerciale Via Imperii reliant Leipzig à Nuremberg touchait le village de Connewitz. Un chemin de poste longea plus tard cette route. Aujourd'hui, la Kochstrasse et la Bornaische Strasse suivent cet itinéraire. Avec la construction de la route de campagne de Probstheida à Magdeborn dans la première moitié du XIXe siècle (plus tard Bundesstraße 95), cette route a perdu de son importance pour le trafic longue distance. Aujourd'hui, Connewitz a accès au trafic longue distance via la Bundesstraße 2 avec des rampes sur la Richard-Lehmann-Straße et la Wolfgang-Heinze-Straße.
En 1861, une ligne de bus hippomobiles fut ouverte entre Leipzig et Connewitz. Lorsque trois lignes de tramway hippomobile de Leipzig furent mises en service en 1872, l'une d'elles menait à Connewitz. La ligne Connewitz fut également la première à électrifier les lignes de tramway hippomobiles en tramway « Bleu » en avril 1896. En 1900, fut fondée la Leipziger Außenbahn AG (LAAG), dont la ligne marquée d'une étoile passait par Connewitz jusqu'à Gautzsch (Markkleeberg-Ouest).
Pour le centre-ville de Leipzig, les rues les plus importantes de Connewitz sont aujourd'hui la Karl-Liebknecht-Straße, la Bornaische Straße et la Wolfgang-Heinze-Straße. Les lignes de tramway 9, 10 et 11 ainsi que les lignes de bus 70, 79, 89 et 107 de la Leipziger Verkehrsbetriebe y circulent.

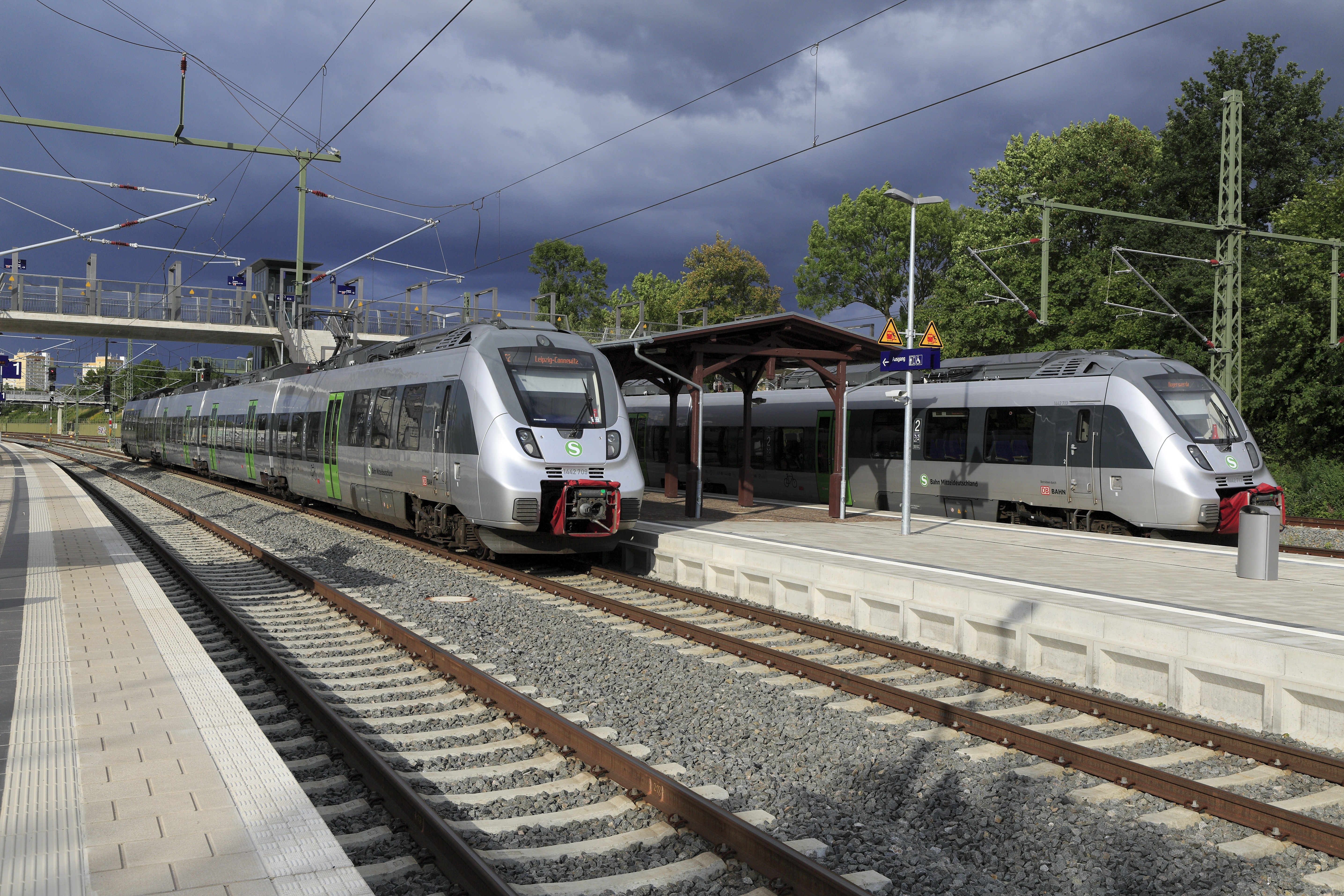
Gare de Connewitz (2014)

Connewitz est concerné par la ligne ferroviaire Leipzig-Hof. Bien que le tronçon Leipzig-Altenburg de cette ligne ait été ouvert en 1842, la gare de Connewitz qui lui est adjacente n'a été construite qu'en 1888. La même année, la voie ferrée à voie unique Connewitz-Plagwitz passant par l'Auenwald, qui n'était utilisée que pour le trafic de marchandises fut achevé, mais la reprise des opérations fut fixée en 1925. Aujourd'hui, la gare de Connewitz dessert le trafic S-Bahn.

## Personnalités
- Elena Gerhardt (1883-1961), chanteuse de concert, née à Connewitz
- Heinrich Schomburgk (1885-1965), joueur de tennis, né à Connewitz